# Salon international du livre rare, de l'autographe, de l'estampe et du dessin

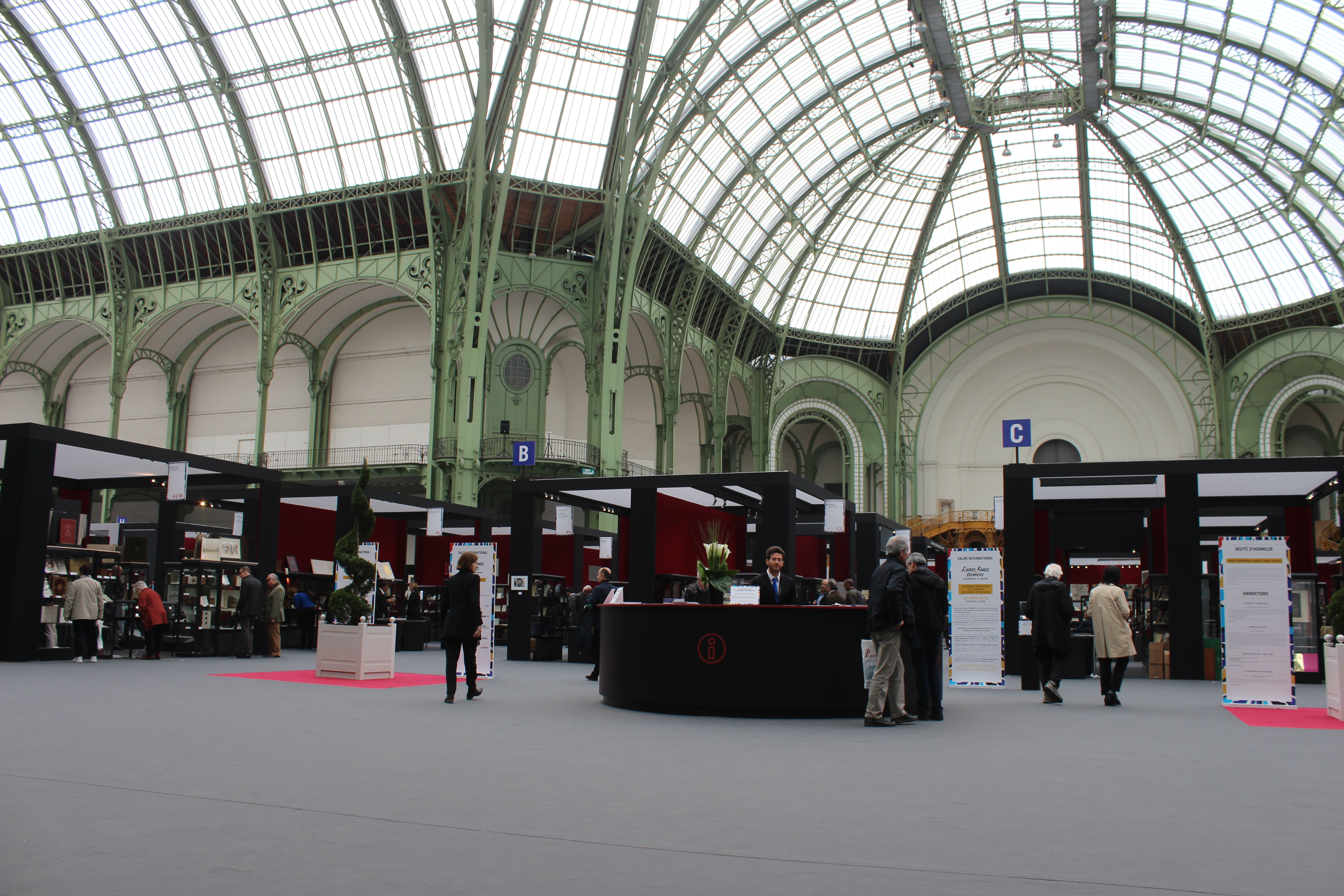
Vue de l'entrée du Salon international du livre rare, de l'autographe, de l'estampe et du dessin en 2016.

Le Salon international du livre rare, de l'autographe, de l'estampe et du dessin est un festival littéraire organisé chaque année dans le Grand Palais de Paris, en France. Organisé par le Syndicat national de la librairie ancienne et moderne, il est fondé sous le nom de Foire internationale du livre ancien, avec la première édition organisée en juin 1984 à la Conciergerie. Installé à la Maison de la Mutualité à compter de 1993, et jusqu'alors biennal, il devient annuel en 1995. Il investit son site actuel en 2007 et s'appelle alors Salon du livre ancien et de l'estampe jusqu'en 2015.
Depuis 2017, organisé avec la Chambre national des Experts spécialisés en objets d'art, il s'intitule "Salon international du livre rare et de l'objet d'art". 
Sa tenue est l'occasion de remettre chaque année le Prix français de la bibliographie et de l'histoire du livre. 